# Philodryas tachymenoides
Philodryas tachymenoides là một loài rắn trong họ Rắn nước. Loài này được Schmidt & Walker mô tả khoa học đầu tiên năm 1943.